# ILCEA
ILCEA est une revue scientifique traitant des littératures, cultures et langues des aires anglo-saxonne, germanique, slave, espagnole et hispano-américaine. Elle est disponible en accès libre sur le portail OpenEdition Journals (anciennement revues.org).
ILCEA est la revue portée par l’Institut des Langues et des Cultures d’Europe et d’Amérique (ILCEA, E.A.613), équipe d’accueil qui réunit à l’université Stendhal-Grenoble 3 des hispanistes, slavistes, germanistes, anglicistes et des spécialistes des langues de spécialité et de la traduction. Désireux d’approfondir des coopérations depuis longtemps actives, les chercheurs de ces disciplines souhaitent, grâce à la mise en ligne, proposer leurs travaux à un public plus large. ILCEA se réclame d’une conception moderne des humanités et s’intéresse à tous les aspects des cultures, à l’histoire et à l’actualité des pays et des aires politiques et culturelles, aux genres et aux formes ainsi qu'au passage d’une langue ou d’un lexique à l’autre.